# Рівне (Воздвижівська сільська громада)
Рі́вне — село в Україні, у Воздвижівській сільській громаді Пологівського району Запорізької області. Населення складало 55 осіб (2001). До 2016 року орган місцевого самоврядування — Долинська сільська рада.

## Географія
Село Рівне розташоване за 90 км від обласного центру та 50 км від районного центру, на одному з витоків річки Верхня Терса, яка має загату, а влітку зазвичай пересихає. Сусідні села — Долинка (1,5 км) та Верхня Терса (3 км).

## Історія
Село засноване у 1907 році.
7 (20) листопада 1917 року, відповідно до Третього Універсалу Української Центральної Ради, увійшло до складу Української Народної Республіки.
11 квітня 2017 року, в ході децентралізації, Долинська сільська рада об'єднана з Воздвижівською сільською громадою.
19 липня 2020 року, в результаті адміністративно-територіальної реформи та ліквідації Гуляйпільського району, село увійшло до складу новоутвореного Пологівського району.

## Населення
Відповідно з переписом УРСР 1989 року чисельність наявного населення села становила 59 осіб, з яких 28 чоловіків та 31 жінка..
За переписом населення України 2001 року в селі мешкало 55 осіб.

## Мова
Розподіл населення за рідною мовою за даними перепису 2001 року:
| Мова       | Відсоток |
| ---------- | -------- |
| українська | 84,91 %  |
| російська  | 11,32 %  |
| вірменська | 3,77 %   |